# Topolobampo
Topolobampo es un puerto del Golfo de California, ubicado en el municipio de Ahome en el estado de Sinaloa, México.
El puerto enlaza la región con otros estados del norte de México gracias al Ferrocarril Chihuahua al Pacífico, cuya terminal de pasajeros se encuentra en el vecino municipio de Ahome a 23,9 km de Los Mochis. En el puerto está también la terminal de líneas de transbordadores que conectan el norte de Sinaloa con La Paz, capital de Baja California Sur.
En el puerto, aún se encuentra el edificio que fuera la estación de ferrocarriles y en este, se puede observar al centro de la marquesina, la placa de acero que indica la ruta original: «Ojinaga-Topolobampo». Este edificio histórico, se encuentra actualmente ocupado por vecinos del mismo puerto.

## Historia
Topolobampo fue el sitio de la primera colonia fundada por socialistas utópicos venidos de Estados Unidos (1884-1894) encabezados por Albert Kimsey Owen. Owen escribió: «En la colonia socialista de Topolobampo todos tendrán asegurado lo porvenir y la diaria preocupación por la vida se transformará en preocupación por el mejoramiento colectivo, por el desarrollo de la Ciencia y del Arte». A pesar de contar con el apoyo oficial del Porfiriato, la experiencia resultó un fracaso debido a la falta de recursos y fallos en el mandato de Owen. José C. Valadés se referirá a ella como la «Metrópoli socialista de Occidente». García Cantú y otros autores como Carlos Illade, escribieron de ella que no era más que un proyecto capitalista con pretensiones cooperativistas.
En 1914 tuvo lugar en la costa el Primer combate aeronaval en Topolobampo entre los golpistas y los Constitucionalistas. Fue el primer combate aeronaval acaecido en la Historia. Por este motivo el Congreso del Estado de Sinaloa aprobó declarar al Puerto de Topolobampo como «Puerto Heroico».

## Clima
Su clima es generalmente húmedo cálido. La temperatura media anual es de 25.4 °C. Se registra una temperatura mínima anual de 20.3 °C y una máxima anual 30.5 °C, siendo la temporada más calurosa la que va de mayo a octubre. En el período de referencia cia, la precipitación pluvial promedio es 313 milímetros anuales, siendo los meses más lluviosos de julio a septiembre.
| Parámetros climáticos promedio de Topolobampo | Parámetros climáticos promedio de Topolobampo | Parámetros climáticos promedio de Topolobampo | Parámetros climáticos promedio de Topolobampo | Parámetros climáticos promedio de Topolobampo | Parámetros climáticos promedio de Topolobampo | Parámetros climáticos promedio de Topolobampo | Parámetros climáticos promedio de Topolobampo | Parámetros climáticos promedio de Topolobampo | Parámetros climáticos promedio de Topolobampo | Parámetros climáticos promedio de Topolobampo | Parámetros climáticos promedio de Topolobampo | Parámetros climáticos promedio de Topolobampo | Parámetros climáticos promedio de Topolobampo |
| Mes                                           | Ene.                                          | Feb.                                          | Mar.                                          | Abr.                                          | May.                                          | Jun.                                          | Jul.                                          | Ago.                                          | Sep.                                          | Oct.                                          | Nov.                                          | Dic.                                          | Anual                                         |
| --------------------------------------------- | --------------------------------------------- | --------------------------------------------- | --------------------------------------------- | --------------------------------------------- | --------------------------------------------- | --------------------------------------------- | --------------------------------------------- | --------------------------------------------- | --------------------------------------------- | --------------------------------------------- | --------------------------------------------- | --------------------------------------------- | --------------------------------------------- |
| Temp. máx. abs. (°C)                          | 39                                            | 39                                            | 38                                            | 38                                            | 39                                            | 40                                            | 41                                            | 43.5                                          | 41                                            | 43                                            | 38.5                                          | 37                                            | 43.5                                          |
| Temp. máx. media (°C)                         | 24.8                                          | 25.8                                          | 27.5                                          | 29.6                                          | 32                                            | 34.1                                          | 35                                            | 34.8                                          | 34.2                                          | 32.9                                          | 29.3                                          | 25.6                                          | 30.5                                          |
| Temp. media (°C)                              | 19.2                                          | 20.1                                          | 21.7                                          | 23.9                                          | 26.5                                          | 29.5                                          | 30.6                                          | 30.4                                          | 29.9                                          | 28.1                                          | 24                                            | 20.4                                          | 25.4                                          |
| Temp. mín. media (°C)                         | 13.7                                          | 14.4                                          | 16                                            | 18.2                                          | 21                                            | 24.9                                          | 26.2                                          | 25.9                                          | 25.6                                          | 23.3                                          | 18.7                                          | 15.2                                          | 20.3                                          |
| Temp. mín. abs. (°C)                          | 5                                             | 8                                             | 9                                             | 11                                            | 12                                            | 17                                            | 0                                             | 18                                            | 15                                            | 14                                            | 11                                            | 5.5                                           | 0                                             |
| Precipitación total (mm)                      | 12                                            | 4                                             | 1                                             | 0                                             | 1                                             | 2                                             | 58                                            | 96                                            | 67                                            | 32                                            | 19                                            | 22                                            | 313                                           |
| Fuente: Weatherbase                           |                                               |                                               |                                               |                                               |                                               |                                               |                                               |                                               |                                               |                                               |                                               |                                               |                                               |